# デヴィッド・タッターサル
デヴィッド・タッターサル（David Tattersall, 1960年 - ）は、イギリス出身の撮影監督。テレビシリーズ『インディ・ジョーンズ/若き日の大冒険』でエミー賞を受賞している。

## 主な作品
- 橋の上の貴婦人 The Bridge (1992)
- インディ・ジョーンズ/若き日の大冒険 The Adventures of Young Indiana Jones (1992)
- 笑撃生放送! ラジオ殺人事件 Radioland Murders (1994)
- モル・フランダース Moll Flanders (1996)
- コン・エアー Con Air (1997)
- ソルジャー Soldier (1998)
- スター・ウォーズ エピソード1/ファントム・メナス Star Wars: Episode I - The Phantom Menace (1999)
- ハロルド・スミスに何が起こったか? Whatever Happened to Harold Smith? (1999)
- グリーンマイル The Green Mile (1999)
- バーティカル・リミット Vertical Limit (2000)
- マジェスティック The Majestic (2001)
- スター・ウォーズ エピソード2/クローンの攻撃 Star Wars: Episode II - Attack of the Clones (2002)
- 007 ダイ・アナザー・デイ Die Another Day (2002)
- トゥームレイダー2 Lara Croft Tomb Raider: The Cradle of Life (2003)
- トリプルX ネクスト・レベル xXx: State of the Union (2005)
- スター・ウォーズ エピソード3/シスの復讐 Star Wars: Episode III - Revenge of the Sith (2005)
- ハンティング・パーティ The Hunting Party (2007)
- スピード・レーサー Speed Racer (2008)
- 地球が静止する日 The Day the Earth Stood Still (2008)
- 妖精ファイター Tooth Fairy (2010)
- ガリバー旅行記 Gulliver's Travels (2010)
- ハングリー・ラビット Seeking Justice (2011)
- センター・オブ・ジ・アース2 神秘の島 Journey 2: The Mysterious Island (2012)
- おとなのワケあり恋愛講座 Some Kind of Beautiful (2014)
- ロンゲスト・ライド The Longest Ride (2015)
- Death Note/デスノート Death Note (2017)